# ウィ・ウィル・ロック・ユー
「ウィー・ウィル・ロック・ユー」（英語: We Will Rock You）は、イギリスのロックバンド、クイーンの楽曲である。

## 概要
作詞・作曲はブライアン・メイ。シングル「伝説のチャンピオン」との両A面でのリリース。アルバム『世界に捧ぐ』（1977）のためにレコーディングされた楽曲。ローリング・ストーン誌が2004年に発表した「ローリング・ストーンの選ぶオールタイム・グレイテスト・ソング500」の第330位にランクインしている。
楽曲の「ドンドンチャ」というリズムは、教会を改造したスタジオで録音された。メンバーが「1拍目・2拍目は床を踏み鳴らし、3拍目は手拍子を打ち、4拍目は休符」というリズムパターンを何度もオーバーダビングすることにより、ドラム・ベースを使わずにリズムを表現している。曲の終盤ではブライアン・メイがギターソロを、1つのフレーズを3回繰り返すように演奏している。
2000年、イギリスのグループ、5iveをフィーチャーし「We Will Rock You / 5ive feat. Queen」という名前でシングルをリリース。UKチャート1位をマークし、同年のブリット・アウォーズではクイーンと5iveのライブが実現した。
この曲のプロモーションビデオは、ロジャーの自宅の庭にて「永遠の翼」と続けて撮影された。

## ライヴパフォーマンス
1977年のNews of the World Tourから1982年のHot Space Tourではテンポを上げて、ギター、ベース、ドラムスのスリー・ピースでの8ビートのハードロック調にアレンジして演奏されていた。こちらは通称「Fast Version」と呼ばれ、ライヴ盤『ライヴ・キラーズ』や『グレイテスト・ビデオ・ヒッツ1』、『オン・エア〜BBCセッションズ』などで聴く事が出来る（ブライアン・メイの『ライブ・アット・ブリクストン・アカデミー』にも収録されている）。
他にも、ライブの終盤ではロジャー・テイラーがドラムで「ドンドンチャ」のリズムを叩いて演奏された（『オン・ファイアー/クイーン1982』や『クイーン・ライヴ!!ウェンブリー1986』などで聞く事が出来る。なお、このバージョンの「ウィ・ウィル・ロック・ユー」は殆どすべてのライブで演奏され、この曲に続けて「伝説のチャンピオン」を演奏し、最後に「ゴッド・セイヴ・ザ・クイーン」が流れてライブが終了するという流れであった。
また、フレディ・マーキュリーが観客を目一杯煽って（「Do it!」-「やれ!」「行け!」「歌え!」という意味）「We will we will rock you」の部分を歌わせるのも、クイーンのライヴではいわゆる「お約束」だった。なお、2018年に公開された映画『ボヘミアン・ラプソディ』では、スタジオ音源とライブ音源がミックスされた音源が使用されている。この音源は映画のサウンドトラック盤に、「ウィ・ウィル・ロック・ユー (ムービー・ミックス) - We Will Rock You (Movie Mix)」として収録されている。

## シングル収録曲
| #         | タイトル                                         | 作詞・作曲             | 時間 |
| --------- | ------------------------------------------------ | ---------------------- | ---- |
| 1.        | 「伝説のチャンピオン」(We Are the Champions)     | フレディ・マーキュリー | 3:00 |
| 2.        | 「ウィ・ウィル・ロック・ユー」(We Will Rock You) | ブライアン・メイ       | 2:00 |
| 合計時間: | 合計時間:                                        | 合計時間:              | 5:00 |

| 全作詞・作曲: ブライアン・メイ。 | |                  |                  |      |
| #                                | タイトル | 作詞             | 作曲・編曲       | 時間 |
| 1.                               | 「ウィ・ウィル・ロック・ユー」(We Will Rock You)                                                                            | ブライアン・メイ | ブライアン・メイ | 2:01 |
| 2.                               | 「手をとりあって (ハイ・ディフィニション・ミックス2005)」(Teo Torriatte (Let Us Cling Together) (High Definition Mix 2005)) | ブライアン・メイ | ブライアン・メイ | 5:50 |
| 3.                               | 「ウィ・ウィル・ロック・ユー (クイーン演奏 オリジナル・カラオケ)」(We Will Rock You (Original Karaoke))                     | ブライアン・メイ | ブライアン・メイ | 2:01 |
| 合計時間:                        | 合計時間: | 9:52             |                  |      |

## カバー
- 西城秀樹 - 1979年『BIG GAME'79 HIDEKI』
- リンダ・ロンシュタット - 1996年『Dedicated to the One I Love』
- 5ive - 1999年『Invincible』
- ケイコ・リー - 2001年『We will rock you』 - ミニアルバム
- ロビー・ウィリアムズ - 2003年『ライヴ・サマー 2003』 (Live From Knebworth) - ライヴアルバム
- メイシー・グレイ - 2004年『ベリー・ベスト・オブ・メイシー・グレイ』

## フレディ死後のパフォーマンス

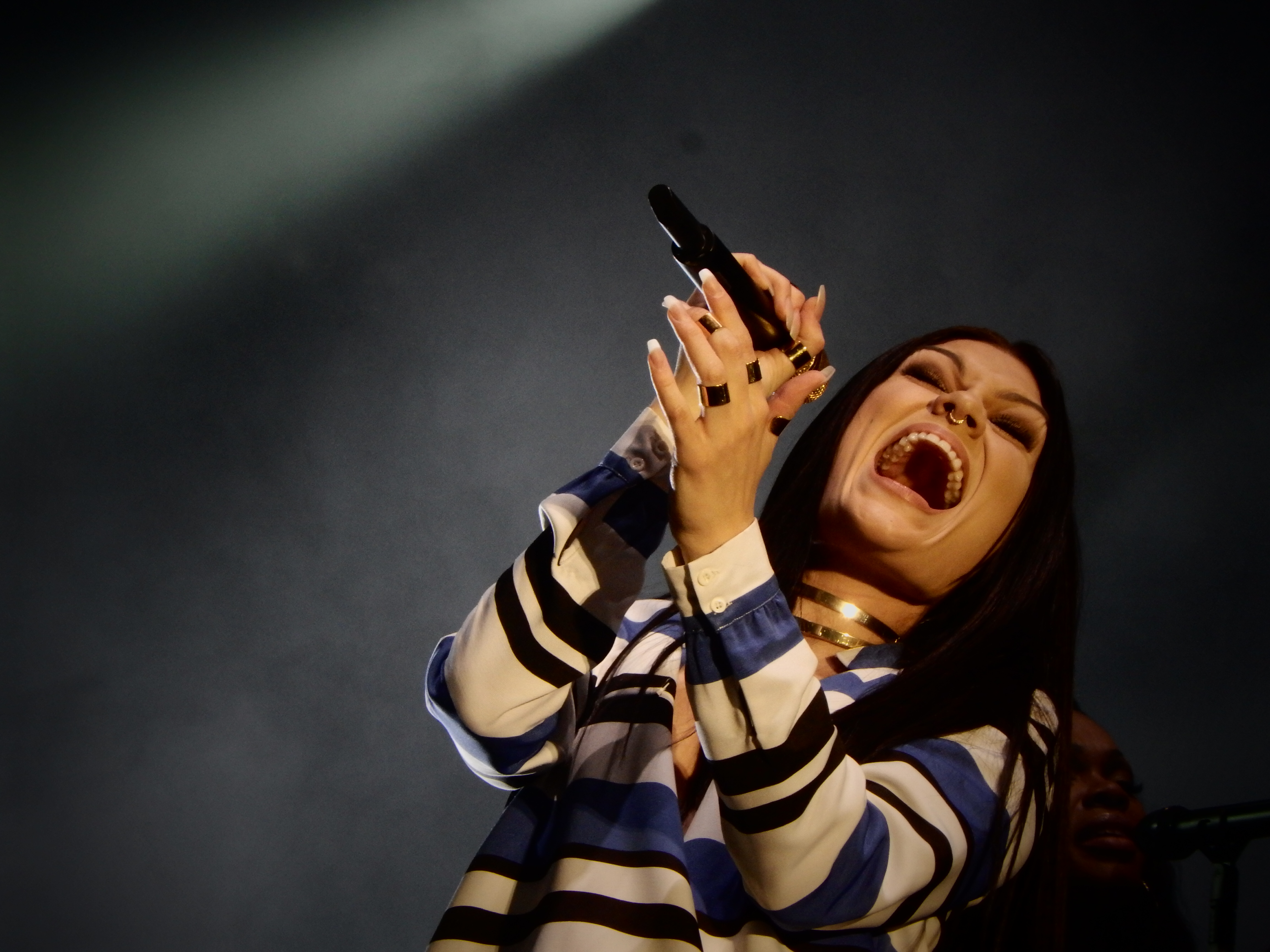
ジェシー・J

フレディ死後の2012年、ロンドンオリンピック閉会式に出演した際はヴォーカルをジェシー・Jが務め、本曲を披露した。

## この楽曲を使用している作品

### スポーツ
- 日本サッカー応援歌であり、サッカーゲーム『ウイニングイレブン』シリーズにも使用されている。また、アルビレックス新潟でも使用している。
- 格闘技ではアンディ・フグ、ゲーリー・グッドリッジらが入場曲として使用しており、2000年、フグが逝去した際には彼の葬儀でも流された。
- プロレスでは1980年代後半のNWAにて、リック・ルードとレイジング・ブルのタッグチームが入場曲としていた[14]。
- 米国MLB公式戦でバッターが打席に入る時、イントロが流れる。
- 全日本F3選手権のスタート3分前に使用されている。
- 日本の高校野球のヒッティングマーチとして使用されるケースがある。

### CM
- 東芝gigabeatのCM（さまざまなアレンジが施されていることが多い）
- ペプシコーラのCMソング（ブリトニー・スピアーズ、ビヨンセ、P!NKによるカヴァー。CMにはブライアンとロジャー、エンリケ・イグレシアスも出演した）
- 日産・ステージアCMソング（ケイコ・リー、メイシー・グレイによるカヴァー）
- キリンチューハイ氷結CMソング（倖田來未によるカヴァー）
- 日本たばこ産業のコーヒー「ルーツ」のCMソング。
- キリンビバレッジ・メッツ（飲料）（1990年代）
- ソフトバンク - ウィ・ウィル・ロック・ユー（音源：ライブ・イン・モントリオール 1981）
- 大塚製薬ポカリスエットのCMソング（2015年）
- 楽天モバイルiPhone 12 pro(2021年)

### ドラマ・バラエティ・アニメ・映画
- 日本テレビ系列ドラマ『anego』のオープニングテーマ曲。
- 1994年の映画『D2 マイティ・ダック』で使用された。
- 2001年のアメリカ映画『ROCK YOU!』で使用された。
- 日本テレビ系列ドラマ『1ポンドの福音』のイメージソング。
- 2015年のアニメ作品『モンスターストライク』の第1期エンディングテーマ曲（GLORIAによるカヴァー）*
- 2015年の映画『ピクセル』で使用された。
- 2018年の映画『ボヘミアン・ラプソディ』で使用された。
- 新潟テレビ21制作・テレビ朝日系列ドキュメンタリー『心はいつもノーサイド〜北島忠治90歳〜』で使用された。
- 2025年の映画『F1/エフワン』で使用された。

### 楽曲
- Dragon Ashのシングル楽曲「陽はまたのぼりくりかえす」のイントロ部でサンプリング音源として使用。
- H Jungle with tのシングル楽曲「FRIENDSHIP」のイントロ部、Bメロにおいて、サンプリング音源として使用。